# Endohelea
Az Endohelea az eukarióták feltételezett kládja, az Archaeplastida és a Sar rokona. A napállatkák informális csoportjába sorolták, filogenetikailag a Cryptista tagja.

## Történet
Thomas Cavalier-Smith eredetileg – 2015-ben – az Endoheleát az Endoheliába sorolta a Heliozoa Corbihelia és Corbistoma csoportjai osztályaként a Centrohelea mellett. Ugyanez évben megjelent egy összefoglaló az élőlények családok feletti csoportosításáról, melyben egy névtelen törzsbe sorolták Ruggiero et al. a Chromista ország Hacrobia alországában.
2022-ben, mivel a Telonemia és a Picozoa nem tartoznak a Cryptistába, és a Heliozoáról kiderült, hogy polifiletikus, Cavalier-Smith e neveket elhagyta, mivel tévesen együvé csoportosították, és az Endoheleát a Cryptista harmadik altörzsévé tette.

## Morfológia
A Tetrahelia átmeneti zónája ősi, feltehetően I-es típusú, azonban a Palpitomonas bilix átmeneti zónája egy felületes rajza alapján a sejtmembránnal egy szintben is lehet átmeneti lemeze a bal, de nem a jobb ostoron. E nemzetség 4 ostorú. Centriólumai az egyes párokban a Cryptista a Palpitomonas  kivételével minden fajához hasonlóan egymással párhuzamosak, a centriólumpárok egymással 30°-ot zárnak be. 60 μm-nél nagyobbak, a centroszóma 18–20 μm, a membrán mellett vastag pszeudopellikula található.
Cristái csőszerűek a Leucocrypta taxonhoz hasonlóan.
Axopódiumképző fagotrófokból áll, extruszómái laposak, magon áthaladó citoplazma-csatornáin axopodiális axonémák haladnak át különböző héjú és magvú gömbölyű centroszómákkal.
Lassan úszó tisztán ostoros állapotuk is van teljesen visszahúzott axopódiumokkal.

## Csoportok
Cavalier-Smith, Chao és Lewis 2015-ös tanulmányai alapján 2 rendet tartalmazott, ezek a Microhelida és a Heliomonadida voltak. Azonban Cavalier-Smith egy 2022-ben közölt tanulmánya szerint a Heliomonadida a Cercozoa része, és csak egy faj, a Tetrahelia pterbica maradt az Endoheleában az Axomonadida rend részeként. Alább a 2022-es tanulmány szerinti felbontás található:
- Classis Endohelea Cavalier-Smith 2012
  - Ordo Microhelida Cavalier-Smith 2011
    - Familia Microheliellidae Cavalier-Smith 2011
      - Microheliella Cavalier-Smith & Chao 2012

  - Ordo Axomonadida Cavalier-Smith 2012 emend. 2021[3]
    - Familia Tetraheliidae Cavalier-Smith 2021
      - Genus Tetrahelia Cavalier-Smith 2021

Yazaki et al. 2022-ben közölt tanulmánya szerint a Microheliella a Cryptista testvércsoportja, így az Endohelea egyetlen ismert tagja a Tetrahelia.